# Sedlov
Sedlov je vesnice v okrese Kolín, část obce Ratboř. Nachází se dva kilometry jižně od Ratboře a deset kilometrů od Kolína v údolí zvaném Jordán. Sedlov je také název katastrálního území o rozloze 2,52 km², ve kterém leží i část Těšínky.
Vesnicí protéká Sedlovský potok, jehož zdrojem je meliorační potrubí nad vsí svádějící vodu z polí pod Suchdem. Potok napájí malý rybník na návsi. Nad vesnicí je soukromý rybník a bývalý lom, po kterém zůstala rokle a malé tůňky. V okolí vesnice jsou rozlehlá obdělávaná pole. Pod vesnicí směrem do Ratboře v údolí Sedlovského potoka zvaném Jordán je bývalý hadcový lom, kde se prokazatelně těžil český granát.

## Historie
První písemná zmínka o vesnici pochází z roku 1465.

## Služby
Ve vesnici je hospoda, autobusová zastávka, bývalý statek rodiny Mandelíků – dnes výkrmna vepřů, kterou pronajímá rodina Králů, bývalá výkrmna skotu, obecní domek a asi čtyřicet domů. Vesnice nemá veřejný vodovod ani splaškovou kanalizaci. V části vsi je dešťová kanalizace. Na návsi je obecní studna.

## Pamětihodnosti
Mezi kulturní památky obce patří kaple Povýšení svatého Kříže a pomník obětem první světové války. V Sedlově je zřícenina tvrze nezapsaná do seznamu kulturních památek.

## Fotogalerie

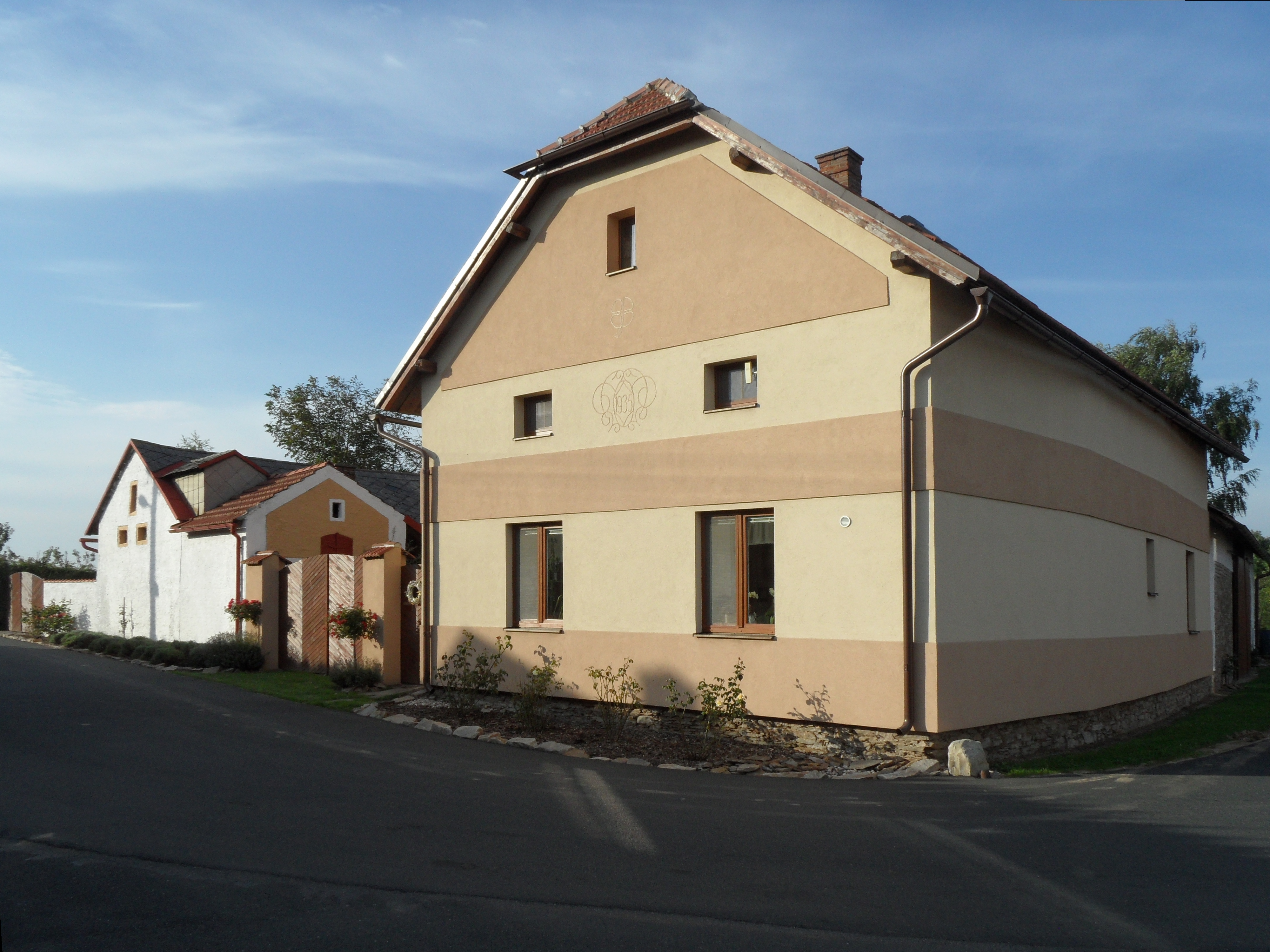
Domy v ostré zatáčce
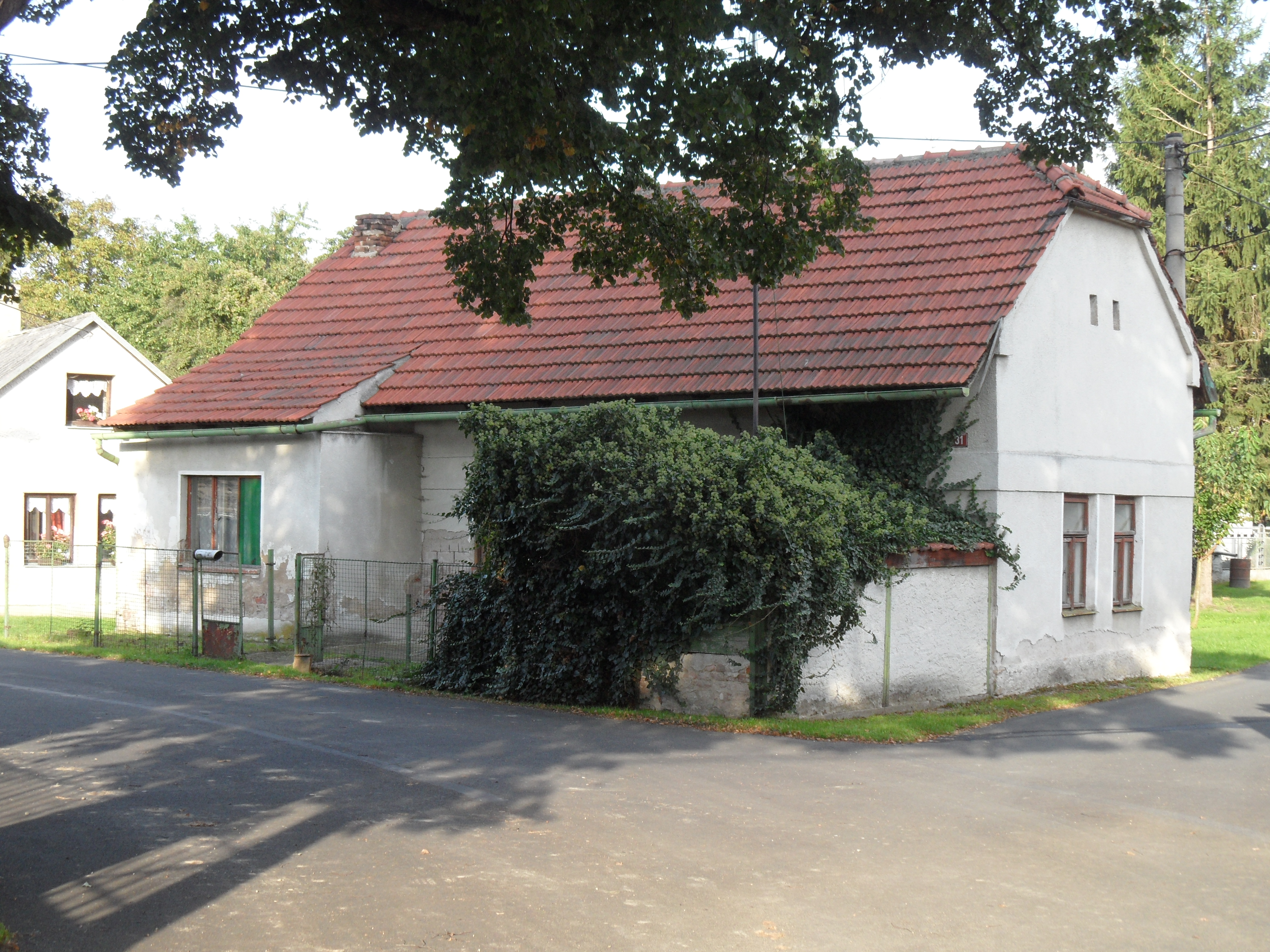
Dům u stromu
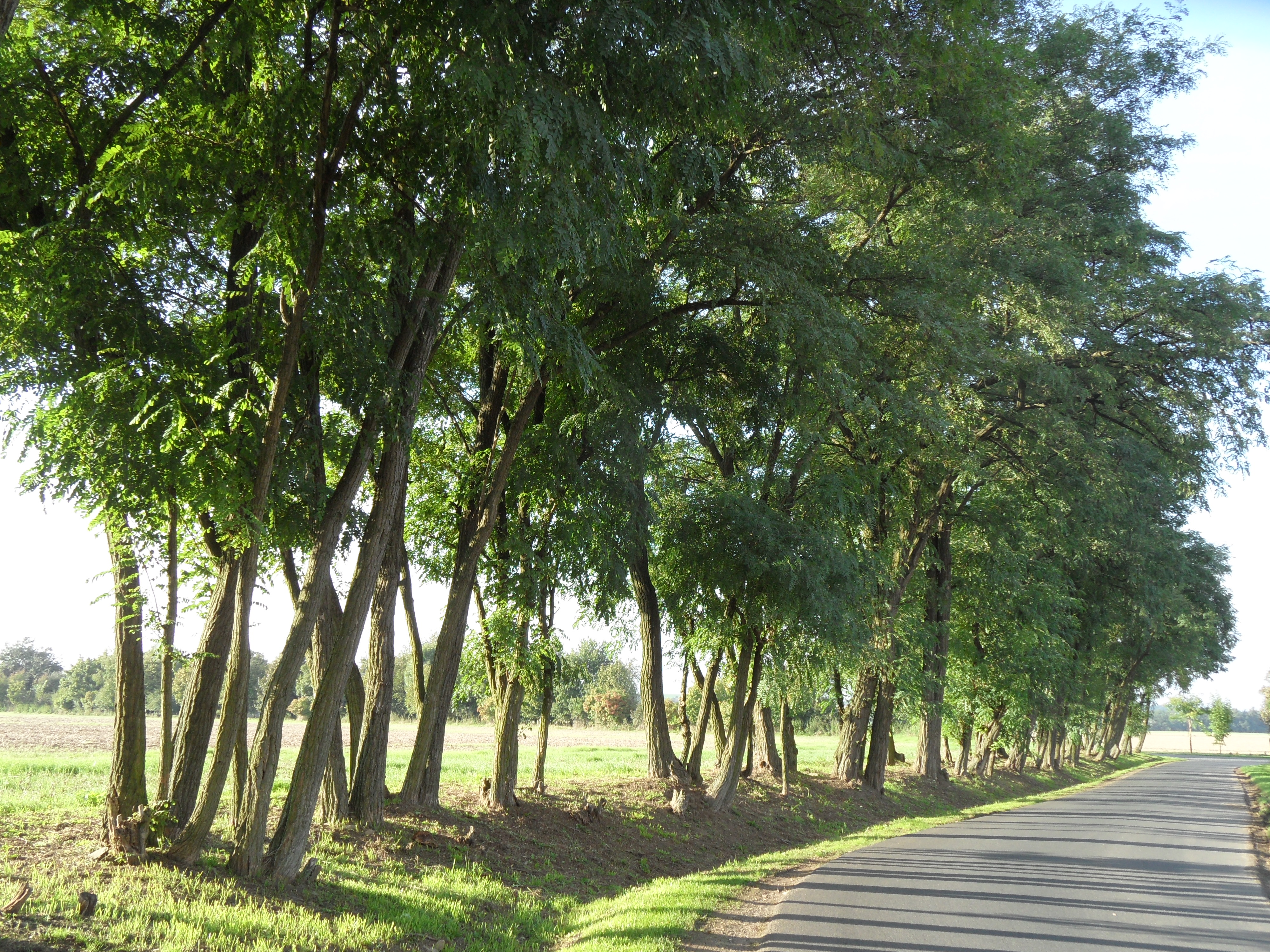
Alej uprostřed obce
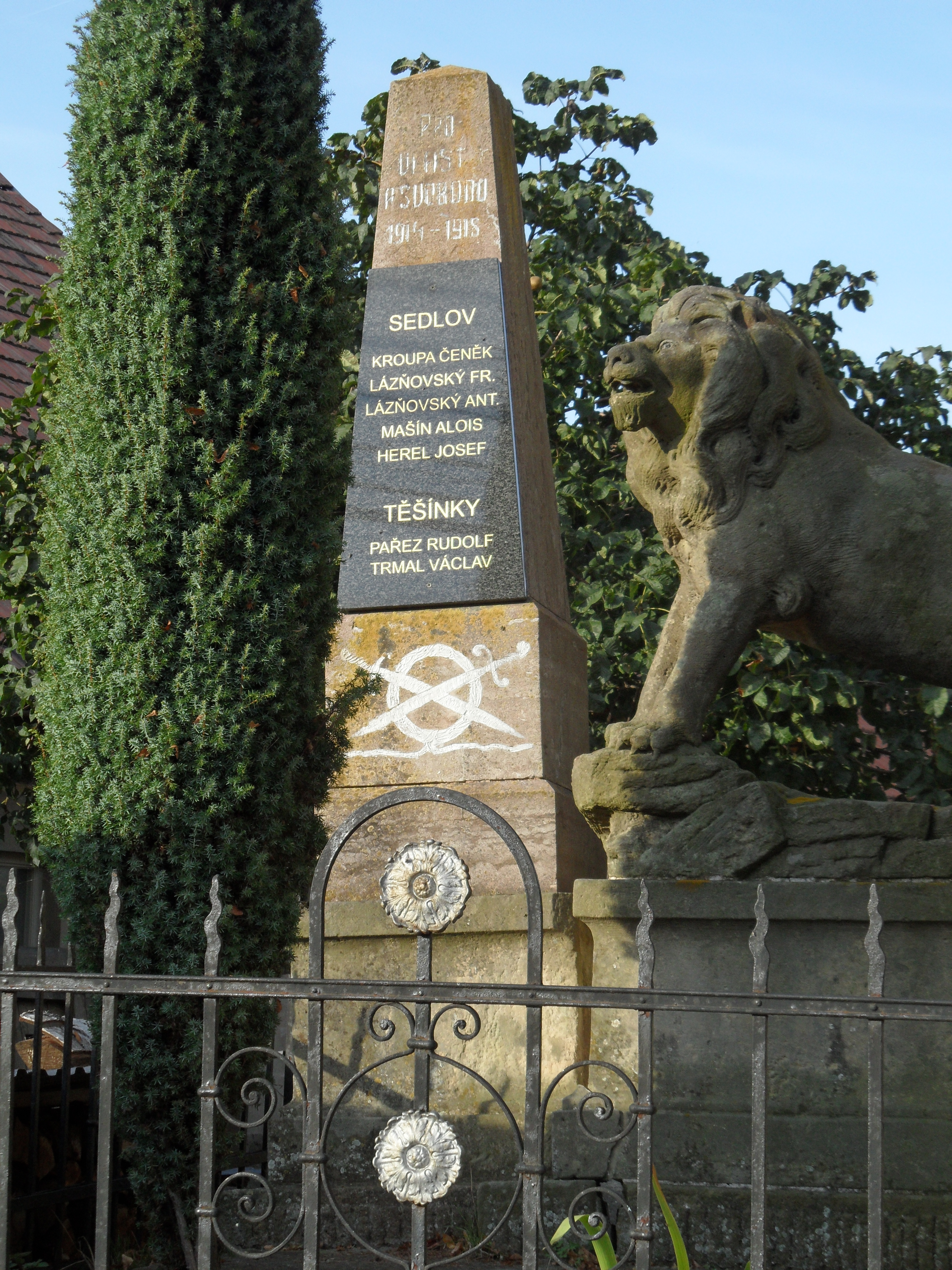
Památník obětem 1. světové války